# Ковтач світлочеревий
Ковтач світлочеревий (Prodotiscus regulus) — вид дятлоподібних птахів родини воскоїдових (Indicatoridae).

## Поширення
Вид поширений в Субсахарській Африці. Живе у різноманітних біотопах. Уникає спекотних пустель та густих лісів.